# Аруначала Кавираяр
Аруначала Кавираяр (Кавираяр — «царь поэтов»; там. அருணாசல கவி; 1711, Тиллайяди Империя Великих Моголов (ныне округ Танджавур) — 1779) — тамильский поэт, композитор и учёный XVIII века. Один из зачинателей карнатической музыки, внёс значительный вклад в развитие индийской классической музыки.

## Биография
С юности был известен талантом певца и музыканта. Свободно говорил на тамильском, телугу и санскрите. В г. Ширкажи преподавал тамильскую литературу.
Автор музыкальной драмы «Прославление Рамы» («Рама надахам киртанай», Rama Natakam), основанной на сюжете Рамаяны, древнеиндийского эпоса на санскрите. Музыку для неё помогали ему создать его ученики. Поэма «Рама надахам киртанай» является переложением «Рамаяны» на язык, близкий к народно-разговорному. Песни звучащие в драме, содержат много элементов тамильского фольклора, пословиц и поговорок.
Эта музыкальная драма была впервые исполнена в храме Шрирангам и вскоре стала очень популярной. Махараджа Туладжа, король Танджавура и несколько других его покровителей высоко ценили талант Кавираяра.
Известны также другие сочинения Аруначала Кавираяра — «Айомуха надахам» и «Ширкажи Балапуранам». Некоторые из его композиций поныне всё ещё популярны в Индии.

## Избранные работы
- രാമനാടകം
- അജോമുഖി നാടകം
- ശീർകാഴി സ്ഥലപുരാണം
- ഹനുമാർപിള്ളൈ